# Чемпіонат УРСР з футболу серед КФК 1946
Чемпіонат УРСР з футболу 1946 — футбольний турнір серед колективів фізкультури УРСР. Проходив у 4 зонах, участь у змаганнях брали 36 клубів.

## Зональний турнір
Після відновлення всесоюзних змагань УРСР отримав незначну кількість команд майстрів. Тож до середини 50 у чемпіонаті УРСР бере участь низка відомих клубів.

### Захід
Підсумкова таблиця
| М  | Команда                 |
| -- | ----------------------- |
| 1. | «Спартак» (Ужгород)     |
| 2. | «Спартак» (Львів)       |
| 3. | «Динамо» (Луцьк)        |
| 4. | «Спартак» (Чернівці)    |
| 5. | «Спартак» (Дрогобич)    |
| 6. | «Спартак» (Станіслав)   |
| 7. | «Локомотив» (Тернопіль) |
| 8. | «Динамо» (Рівне)        |

### Центр
Підсумкова таблиця
| М   | Команда                     |
| --- | --------------------------- |
| 1.  | ОБО (Київ)                  |
| 2.  | «Спартак» (Київ)            |
| 3.  | «Спартак» (Дніпропетровськ) |
| 4.  | «Динамо» (Суми)             |
| 5.  | «Локомотив» (Київ)          |
| 6.  | «Спартак» (Полтава)         |
| 7.  | «Динамо» (Дніпропетровськ)  |
| 8.  | «Динамо» (Житомир)          |
| 9.  | «Динамо» (Чернігів)         |
| 10. | «Динамо» (Проскурів)        |

### Схід
Підсумкова таблиця
| М   | Команда                    |
| --- | -------------------------- |
| 1.  | «Дзержинець» (Харків)      |
| 2.  | «Динамо» (Ворошиловград)   |
| 3.  | «Сталь» (Маріуполь)        |
| 4.  | «Сільмаш» (Харків)         |
| 5.  | «Авангард» (Краматорськ)   |
| 6.  | «Сталь» (Костянтинівка)    |
| 7.  | «Локомотив» (Ясинувата)    |
| 8.  | «Здоров'я» (Харків)        |
| 9.  | «Авангард» (Горлівка)      |
| 10. | «Стахановець» (Рутченкове) |

### Південь
Підсумкова таблиця
| М  | Команда                      |
| -- | ---------------------------- |
| 1. | «Більшовик» (Запоріжжя)      |
| 2. | «Спартак» (Херсон)           |
| 3. | «Динамо» (Одеса)             |
| 4. | «Спартак» (Кишинів)          |
| 5. | «Суднобудівник-2» (Миколаїв) |
| 6. | «Спартак» (Вінниця)          |
| 7. | «Динамо» (Кіровоград)        |
| 8. | «Спартак» (Ізмаїл)           |

## Фінал

### Фінал за 1—4 місця
У турнірі, який відбувся в Києві з 17 по 21 липня, взяли участь команди, які посіли перші місця в своїх зонах.
| М  | Команда                 | І | В | Н | П | М    | О |
| -- | ----------------------- | - | - | - | - | ---- | - |
| 1. | «Спартак» (Ужгород)     | 3 | 3 | 0 | 0 | 16:3 | 6 |
| 2. | ОБО (Київ)              | 3 | 2 | 0 | 1 | 9:6  | 4 |
| 3. | «Дзержинець» (Харків)   | 3 | 0 | 1 | 2 | 3:10 | 1 |
| 4. | «Більшовик» (Запоріжжя) | 3 | 0 | 1 | 2 | 5:14 | 1 |

Результати матчів:
| Команда                 | СПА | ОБО | ДЗЕ | БІЛ |
| ----------------------- | --- | --- | --- | --- |
| «Спартак» (Ужгород)     |     | 4:1 | 5:1 | 7:1 |
| ОБО (Київ)              |     |     | 3:0 | 5:2 |
| «Дзержинець» (Харків)   |     |     |     | 2:2 |
| «Більшовик» (Запоріжжя) |     |     |     |     |

- «Спартак» (Ужгород): Бокотей, Кречко, Біловарі, Лавер, Радик, Михалина, Калинич, Бунчек, Здор, Фіалко, Раковці, Фабіян, Олаг, Товт, Айхерт, Гайлик, Геді, Тесар, Юхвид. Тренер: Берталон Вейг

### Фінал за 5—8 місця
У втішному турнірі, який відбувся у Херсоні з 11 по 18 серпня, взяли участь команди, які посіли другі місця в своїх зонах.
| М  | Команда                  | І | В | Н | П | М    | О |
| -- | ------------------------ | - | - | - | - | ---- | - |
| 1. | «Спартак» (Херсон)       | 3 | 3 | 0 | 0 | 2:0  | 6 |
| 2. | «Спартак» (Львів)        | 3 | 2 | 0 | 1 | 12:2 | 4 |
| 3. | «Спартак» (Київ)         | 3 | 1 | 0 | 2 | 3:8  | 2 |
| 4. | «Динамо» (Ворошиловград) | 3 | 0 | 0 | 3 | 3:10 | 0 |

Результати матчів:
| Команда                  | СПХ | СПЛ | СПК | ДИН |
| ------------------------ | --- | --- | --- | --- |
| «Спартак» (Херсон)       |     | 1:0 | 1:0 | +:- |
| «Спартак» (Львів)        |     |     | 5:0 | 7:1 |
| «Спартак» (Київ)         |     |     |     | 3:2 |
| «Динамо» (Ворошиловград) |     |     |     |     |